# Aurélie Dabudyk
Aurélie Dabudyk (* 26. Mai 1988 in Bonneville) ist eine ehemalige französische Skilangläuferin.

## Werdegang
Dabudyk nahm von 2004 bis 2014 vorwiegend am Alpencup teil. Dabei holte sie vier Siege und beendete die Saison 2010/11 und 2011/12 auf dem vierten Platz in der Gesamtwertung. Bei den Nordischen Junioren-Skiweltmeisterschaften 2008 in Mals gewann sie Silber im Sprint. Ihr erstes Weltcuprennen lief sie im Dezember 2008 in La Clusaz, welches sie auf dem 48. Platz im 15-km-Massenstartrennen beendete. Bei der Winter-Universiade 2009 in Yabuli gewann sie Bronze mit der Staffel. Im Februar 2011 holte sie in Rybinsk mit dem 29. Platz im 10-km-Verfolgungsrennen ihre ersten Weltcuppunkte. In der Saison 2014/15 startete sie im Skilanglauf-Marathon-Cup. Dabei belegte sie beim Dolomitenlauf, beim American Birkebeiner und beim Ugra Skimarathon den zweiten Platz. Die Saison beendete sie auf dem zweiten Platz in der Gesamtwertung. 2014 und 2015 siegte sie beim Transjurassienne. In der Saison 2015/16 siegte sie beim Marathon de Bessans., beim La Foulée Blanche und beim Dolomitenlauf. Zudem wurde sie beim American Birkebeiner und beim Bieg Piastów jeweils Zweite und gewann damit zum Saisonende die Gesamtwertung des Worldloppet Cups. In der folgenden Saison holte sie drei Siege im Worldloppet Cup (Dolomitenlauf, König-Ludwig-Lauf, Tartu Maraton) und siegte wie im Vorjahr beim Marathon de Bessans. Zudem wurde sie Zweite beim Transjurassienne und gewann erneut die Gesamtwertung des Worldloppet Cups. In der Saison 2017/18 gewann sie den Dolomitenlauf, den König-Ludwig-Lauf und zum dritten Mal den Transjurassienne. Zudem wurde sie beim Tartu Maraton Dritte und errang zum dritten Mal in Folge den ersten Platz in der Worldloppet-Cup-Gesamtwertung.

## Erfolge

### Siege bei Continental-Cup-Rennen
| Nr. | Datum           | Ort            | Disziplin                  | Serie    |
| --- | --------------- | -------------- | -------------------------- | -------- |
| 1.  | 15. Januar 2012 | Zwiesel        | 15 km Skiathlon            | Alpencup |
| 2.  | 5. Januar 2013  | Oberwiesenthal | 15 km Skiathlon            | Alpencup |
| 3.  | 12. Januar 2014 | Chamonix       | 15 km Freistil             | Alpencup |
| 4.  | 9. März 2014    | Rogla          | 15 km Freistil Massenstart | Alpencup |

### Siege bei Worldloppet-Cup-Rennen
Anmerkung: Vor der Saison 2015/16 hieß der Worldloppet Cup noch Marathon Cup.
| Nr. | Datum            | Ort          | Rennen            | Disziplin                   |
| --- | ---------------- | ------------ | ----------------- | --------------------------- |
| 1.  | 9. Februar 2014  | Lamoura      | Transjurassienne  | 57 km Freistil Massenstart  |
| 2.  | 17. Januar 2016  | Autrans      | La Foulée Blanche | 42 km Freistil Massenstart  |
| 3.  | 24. Januar 2016  | Lienz        | Dolomitenlauf     | 60 km Freistil Massenstart  |
| 4.  | 22. Januar 2017  | Lienz        | Dolomitenlauf     | 60 km Freistil Massenstart  |
| 5.  | 5. Februar 2017  | Oberammergau | König-Ludwig-Lauf | 50 km klassisch Massenstart |
| 6.  | 26. Februar 2017 | Otepää       | Tartu Maraton     | 34 km klassisch Massenstart |
| 7.  | 21. Januar 2018  | Lienz        | Dolomitenlauf     | 60 km Freistil Massenstart  |
| 8.  | 4. Februar 2018  | Oberammergau | König-Ludwig-Lauf | 44 km klassisch Massenstart |
| 9.  | 11. Februar 2018 | Lamoura      | Transjurassienne  | 68 km Freistil Massenstart  |

### Sonstige Siege bei Skimarathon-Rennen
- 2015 Transjurassienne, 68 km Freistil
- 2016, 2017 Marathon de Bessans, 42 km Freistil